# Susanna Castilla i Martínez
Susanna Castilla Martínez (Igualada, Anoia, 17 de febrer de 1982) és una jugadora d'hoquei sobre patins catalana, ja retirada.
Membre del CN Igualada, amb el qual va desenvolupar tota la seva carrera esportiva, va aconseguir tres lligues catalanes i quatre Campionats d'Espanya. Internacional amb la selecció espanyola d'hoquei sobre patins, va aconseguir la medalla d'or al Campionat del Món de 1996 i una medalla de bronze al Campionat d'Europa de 1997. Va retirar-se de la competició al final de la temporada 2000-01.

## Palmarès
Clubs
- 3 Lliga catalana d'hoquei patins femenina: 1995-96, 1996-97, 1997-98
- 4 Campionat d'Espanya d'hoquei patins femení: 1995-96, 1996-97, 1997-98, 1999-00

Selecció espanyola
- 1 medalla d'or al Campionat del Món d'hoquei patins femení: 1996
- 1 medalla de bronze al Campionat d'Europa d'hoquei patins femení: 1997